# Premio André Cavens
Il premio André Cavens è un riconoscimento assegnato annualmente dal 1976 nel mese di dicembre dai membri del Sindacato belga della critica cinematografica alla migliore produzione o coproduzione belga realizzata da un regista belga e pubblicata nel corso dell'anno trascorso. Il nome scelto per il premio è un omaggio al regista belga André Cavens.
Il regista che ha ricevuto il premio il maggior numero di volte è la coppia Jean-Pierre e Luc Dardenne, con cinque premi. Seguono Jaco Van Dormael, Joachim Lafosse e Fien Troch con tre premi, e Jean-Jacques Andrien e André Delvaux con due.

## Albo d'oro
Di seguito sono elencati i vincitori di ogni anno. Per ogni film sono indicati: titolo italiano (se disponibile), titolo originale e regista. Gli anni indicati sono quelli in cui è stato assegnato il premio e non quello in cui è stato realizzato il film.

### Anni 1976-1979
- 1976: Il figlio di Amr è morto (Le fils d'Amr est mort), regia di Jean-Jacques Andrien
- 1977: In naam van de Fuehrer, regia di Lydia Chagoll
- 1978: Les Rendez-vous d'Anna, regia di Chantal Akerman
- 1979: Donna tra cane e lupo (Een vrouw tussen hond en wolf), regia di André Delvaux

### Anni 1980-1989
- 1980: Io sono Anna Magnani, regia di Chris Vermorcken
- 1981: Le Grand Paysage d'Alexis Droeven, regia di Jean-Jacques Andrien
- 1982: Le Lit, regia di Marion Hänsel
- 1983: Brussels by Night, regia di Marc Didden
- 1985: Permeke, regia di Patrick Conrad e Henri Storck
- 1986: La famiglia van Paemel (Het gezin van Paemel), regia di Paul Cammermans
- 1987: Nozze in Galilea (Urs al-jalil), regia di Michel Khleifi
- 1988: L'opera al nero (L'Œuvre au noir), regia di André Delvaux
- 1989: Le ragioni del cuore (Wait Until Spring, Bandini), regia di Dominique Deruddere

### Anni 1990-1999
- 1990: Monsieur, regia di Jean-Philippe Toussaint
- 1991: Toto le héros - Un eroe di fine millennio (Toto le héros), regia di Jaco Van Dormael
- 1992: Il cameraman e l'assassino (C'est arrivé près de chez vous), regia di Rémy Belvaux, André Bonzel e Benoît Poelvoorde
- 1993: Just Friends, regia di Marc-Henri Wajnberg
- 1994: La vita sessuale dei belgi (La vie sexuelle des belges 1950-78), regia di Jan Bucquoy
- 1995: Le scarpe d'oro (Manneken Pis), regia di Frank Van Passel
- 1996: La Promesse, regia di Jean-Pierre e Luc Dardenne
- 1997: Le Rêve de Gabriel, regia di Anne Lévy-Morelle
- 1998: Rosie, il diavolo nella mia mente (Rosie), regia di Patrice Toye
- 1999: Rosetta, regia di Jean-Pierre e Luc Dardenne

### Anni 2000-2009
- 2000: Lijmen/Het Been, regia di Robbe De Hert
- 2001: No Man's Land (Ničija zemlja), regia di Danis Tanović
- 2002: Il figlio (Le Fils), regia di Jean-Pierre e Luc Dardenne
- 2003: Dopo la vita (Après la vie), Rincorsa (Cavale) e Una coppia perfetta (Un couple épatant), regia di Lucas Belvaux
- 2004: La donna di Gilles (La femme de Gilles), regia di Frédéric Fonteyne
- 2005: L'Enfant - Una storia d'amore (L'Enfant), regia di Jean-Pierre e Luc Dardenne
- 2006: Vuoti a perdere (Vidange perdue), regia di Geoffrey Enthoven
- 2007: Proprietà privata (Nue propriété), regia di Joachim Lafosse
- 2008: Eldorado Road (Eldorado), regia di Bouli Lanners
- 2009: Unspoken, regia di Fien Troch

### Anni 2010-2019
- 2010: Mr. Nobody, regia di Jaco Van Dormael
- 2011: Bullhead - La vincente ascesa di Jacky (Rundskop), regia di Michaël R. Roskam
- 2012: À perdre la raison, regia di Joachim Lafosse
- 2013: Kid, regia di Fien Troch
- 2014: Due giorni, una notte (Deux jours, une nuit), regia di Jean-Pierre e Luc Dardenne
- 2015: Dio esiste e vive a Bruxelles (Le Tout Nouveau Testament), regia di Jaco Van Dormael
- 2016: Dopo l'amore (L'Économie du couple), regia di Joachim Lafosse
- 2017: Home, regia di Fien Troch
- 2018: Girl, regia di Lukas Dhont
- 2019: Nuestras madres, regia di César Díaz

### Anni 2020-2029
- 2020: Adorazione (Adoration), regia di Fabrice Du Welz
- 2021: Un monde, regia di Laura Wandel